# Tanát želatiny

Léčivý přípravek Tasectan s obsahem tanátu želatiny

Tanát želatiny je farmakologicky aktivní sloučenina vzniklá spojením přírodní želatiny a taninu – rostlinného polyfenolu s adstringentními, antibakteriálními a antioxidačními vlastnostmi. Želatina, tvořená převážně kolagenem (84–90 %), v tomto komplexu plní především ochrannou roli: vytváří na střevní sliznici jemný biofilm, který mechanicky chrání tkáň, podporuje její bariérovou funkci a přispívá k rychlejší regeneraci při akutních zánětlivých stavech, zejména při průjmech. 
Díky tomu tanát želatiny omezuje přímý kontakt toxických a patogenních látek se střevní stěnou, čímž napomáhá zmírnění zánětu a urychluje jejich vyloučení z těla. Neabsorbuje se do systémového oběhu, a proto nemá celkové nežádoucí účinky. Je kompatibilní s ostatními léčivy a jeho použití není časově omezeno. V klinické praxi se běžně kombinuje s perorálními rehydratačními roztoky (ORS) a probiotiky. Je vhodný pro všechny věkové skupiny, včetně novorozenců. Klinické studie a metaanalýzy naznačují, že může zkrátit trvání průjmu, zlepšit konzistenci stolice a snížit její frekvenci již během prvních 12 hodin podávání. Přestože výsledky jsou slibné, odborná literatura upozorňuje na potřebu dalších výzkumů k potvrzení jeho dlouhodobé účinnosti a užitečnosti.  
V Česku je tanát želatiny obsažen ve zdravotnickém prostředku Tasectan, který je určen pro pacienty trpící akutní gastroenteritidou a průjmovými onemocněními. Tento produkt je dostupný bez lékařského předpisu a lze jej použít ve všech věkových kategoriích, včetně novorozenců. Podání Tasectanu neovlivňuje vstřebávání ostatních léků a nemá systémové vedlejší účinky, protože se nevstřebává do krevního oběhu.